# Фатхи, Мостафа
Мостафа Мохамед Фатхи Абдель-Хамейд (араб. مصطفى فتحي‎; 1 мая 1994) — египетский футболист, полузащитник египетского клуба «Замалек».

## Клубная карьера
В возрасте 7 лет Фатхи начал играть в футбол как любитель, на улицах родной деревни Мит Маззах, расположенной около города Мансур, Дакалия. Позже, он начал сдавать экзамены в некоторых футбольных академиях своей деревни. В итоге, он был принят в молодежный центр «Мит Маззах», и стал выступать с командой на любительских турнирах. Там он был замечен Айманом Эль-Агизи, менеджером команды «Белкас». Позднее, он подписал любительский контракт с клубом, играющем в египетском втором дивизионе.
Во время своего пребывания в «Белкасе», в услугах игрока был заинтересован клуб «Смуха», и желал подписать его команду до 20 лет, после того, как они заметили его во время товарищеского матча между молодёжными составами «Белкаса» и «Смухи». Клуб «Миср эль-Макаса» также проявлял, но совет директоров клуба игрока запросил слишком большую плату за трансфер. В течение этого времени, Фатхи трижды пытался пройти просмотр в местную команду «Эль-Мансур», но проваливал просмотр из-за своей физической слабости. Затем, он отправился в ОАЭ и в течение двух месяцев проходил просмотр в Аль-Айне, «Аль-Ахли» (Дубай) и «Аль-Дарфе», но, в итоге, никому не подошёл. После того, как Фатхи не перейти в какую-либо профессиональную команду, он решил подписать с «Белкасом» профессиональный контракт.